# Pont ferroviaire de Limay
Le pont ferroviaire de Limay franchit la Seine sur une longueur de cinq cents mètres entre les communes de Limay et de Mantes-la-Ville par deux ponts successifs s'appuyant sur l'île aux Dames, appelée aussi île de Limay. C'est un ouvrage d'art de la ligne de Paris-Saint-Lazare à Mantes-Station par Conflans-Sainte-Honorine.

## Historique
Pendant l'été 2022, le pont est élargi dans le cadre des travaux préparatoires à l'arrivée du ligne E du RER d'Île-de-France. Ceci lui permet d'accueillir une troisième voie.